# Comuna Ușomîr, Korosten
Ușomîr (în ucraineană Ушомирська сільська рада) este o comună în raionul Korosten, regiunea Jîtomîr, Ucraina, formată din satele Berezneve, Kovbașciîna, Puhacivka, Rudnea-Ușomîrska, Sadîbne, Santarka, Strumok, Ușomîr (reședința) și Zaricicea.

## Demografie
Componența lingvistică a comunei Ușomîr
     Ucraineană (98,75%)
     Rusă (1,01%)
     Alte limbi (0,17%)
Conform recensământului din 2001, majoritatea populației comunei Ușomîr era vorbitoare de ucraineană (98,75%), existând în minoritate și vorbitori de rusă (1,01%).